# Joan Fusté i Ferrer
Joan Fusté i Ferrer (Riumors, 12 d'abril del 1906 - Barcelona, 8 d'abril del 1989) va ser músic, flabiolaire i compositor.

## Biografia
Quan tenia dotze anys, la seva família decidí traslladar-se a Barcelona, cosa que el permetés estudiar música amb el flabiolaire Jaume Tàpias i Boadas i el compositor Antoni Ribàs i Gori. Compongué la seva primera sardana, Danseu donzelles, quan només tenia quinze anys. L'any 1946 entrà de flabiolaire a la barcelonina "cobla Germanor", on romangué dos anys; posteriorment n'esmerçà tres més a la "cobla Bruguers", de Gavà. Encara que es retirà d'instrumentista, continuà component la resta de la seva vida.
Va ser autor de vint-i-vuit sardanes, Turons de Montserrat la més coneguda. Quan deixà d'escriure sardanes per cobla, encara en compongué una dotzena més per acordió, inèdites.

## Sardanes
- A una bruna encisadora
- Al meu poble (1949)
- L'alegria dels pastors (1950)
- L'amor del poeta (1957)
- Bravo! (1952)
- Brots de raim (1954)
- Cant de les nines (1946)
- Castelldefels (1949), obligada de tible amb variacions
- El celler d'en Manel (1951), coescrita amb Josep Gravalosa
- Collint ginesta (1949)
- Els dansaires de Barcelona (1952)
- Dansaires de la Pedraforca (1952
- Danseu donzelles (1918), primera sardana, harmonitzada i arreglada per Laureà Tatché
- Elena (1947)
- En Joan i en Farré (1947)
- En Pep del barret (1959)
- Eterna recordança (1960)
- La festa dels pastissers (1953), amb lletra d'André Tey
- La font de Sant Narcís
- Il·lusió (1923)
- Infantona i saltirona (1947)
- Ja hi som tots (1921)
- Joia trobada (1946)
- La meva sardana (1950)
- Muntanya sagrada (1949)
- Petits i eixerits (1954)
- Rebrots de ginesta (1948)
- Rebrots de primavera
- Records de Sant Fost (1955)
- Records de Valls (1947)
- Sant Jordi del Call (1952)
- Sant Martí
- Sant Vicenç dels Horts (1948)
- Sentimental (1948)
- Senzillesa" (1922)
- Les tres xafarderes (1952)
- Turons de Montserrat (1943), estrenada com a Camí de Montserrat
- Xamosa Antònia

Sardanes per a acordió, inèdites: A Calella falta gent, La cançó del trombó, La família Baliu, Mar endins, La nostra jove, Retorn a la pàtria, Els sis nets, Sònia, Montse i Lucy, Sota el pi, Un dia feliç, Valenta, Vora el riu